# Kogarah Council
Koordinaten: 33° 58′ S, 151° 8′ O

Die Municipality of Kogarah war ein lokales Verwaltungsgebiet (LGA) im australischen Bundesstaat New South Wales. Kogarah gehörte zur Metropole Sydney, der Hauptstadt von New South Wales. Das Gebiet war 16 km² groß und hatte etwa 56.000 Einwohner. 2016 ging es im Georges River Council auf.
Kogarah lag im Süden des Innenstadtbereichs von Sydney westlich von Botany Bay am Georges River etwa 15 km südwestlich des Stadtzentrums. Das Gebiet umfasste 20 Stadtteile: Bald Face, Beverley Park, Blakehurst, Carss Park, Connells Point, Hurstville Grove, Hurstville South, Kogarah Bay, Kyle Bay, Tom Uglys Point und Teile von Allawah, Carlton, Hurstville, Kogarah, Kogarah South, Mortdale, Oatley, Penshurst, Ramsgate und Sans Souci. Der Sitz des Shire Councils befand sich im Stadtteil Kogarah im äußersten Nordosten der LGA.

## Verwaltung
Der Kogarah Council hatte zwölf Mitglieder, die von den Bewohnern der LGA gewählt wurden. Je drei Mitglieder kamen aus den vier Wards East, Middle, North und West. Diese vier Bezirke waren unabhängig von den Stadtteilen festgelegt. Aus dem Kreis der Councillor rekrutierte sich auch der Mayor (Bürgermeister) des Councils.